# 너와 결혼하지 않을 거야!
<너와 결혼하지 않을 거야!>(일본어: キミと結婚なんかしない!)는 츠지나가 히츠지가 그린 일본의 순정만화이다. 쇼가쿠칸에서 발행하는 챠오의 2021년 11월호부터 연재를 시작하였다.

## 줄거리
사쿠라이 노아는 결코 부유하지는 않지만 가족을 정말 좋아하는 중학교 2학년생 여자아이. 노아의 꿈은 '행복한 결혼을 하는 것'이다.

그러던 어느 날, 카구라자카 그룹의 후계자인 카구라자카 시즈쿠와 만나게 되고 그는 토지 개발을 위해 노아의 집을 철거하러 왔다고 이야기한다.

노아는 이에 완강하게 반대하는데 자신의 말을 듣지 않는 여자는 처음이었던 시즈쿠는 노아에게 흥미를 가지게 된다.

결국, 시즈쿠는 일방적으로 노아와의 결혼까지 선언하는데…!?

## 등장인물
사쿠라이 노아(桜井 乃愛)
성우 야마키타 사키
카구라자카 시즈쿠(神楽 坂雫)
성우 하세 노리히토
노아의 어머니
성우 혼이즈미 리나
노아의 아버지
성우 호리 소시로
여동생 & 남동생
성우 카와구치 리나
강아지
성우 카와구치 리나

## 보이스 코믹
챠오 채널에서 2021년 10월 16일에 1화 전편과 후편을 공개하였다.
1. ↑  2021년 10월 1일